# Strigula fossulicola
Strigula fossulicola är en lavart som beskrevs av P. M. McCarthy, Streimann & Elix. Strigula fossulicola ingår i släktet Strigula och familjen Strigulaceae.   Inga underarter finns listade i Catalogue of Life.